# サルヴァトーレ・リチートラ
サルヴァトーレ・リチートラ（Salvatore Licitra, 1968年8月10日 - 2011年9月5日）は、スイス生まれのイタリアのテノール歌手。ルチアーノ・パヴァロッティの代役を務めたことにより「新しいパヴァロッティ」として一躍スターダムにのし上がったが、交通事故により死去した。

## 生涯
サルヴァトーレ・リチートラは1968年8月10日、スイスのベルンでシチリア出身の両親のもとで生まれる。ミラノで育ったリチートラは当初、雑誌『ヴォーグ』のイタリア版のグラフィック担当として働いていた。声楽を志すのは比較的遅めで、18歳のときに母親の勧めでパルマに出てアリゴ・ボーイト音楽院パルマに入学。また、ブッセートでカルロ・ベルゴンツィに師事し、ベルゴンツィの下でレッスンを重ねて研さんに励み、1998年にテアトロ・レージョにおけるヴェルディ『仮面舞踏会』の公演でオペラデビューを飾った。翌1999年にはベルゴンツィの推薦でオーディションを受け、リッカルド・ムーティ指揮のヴェルディ『運命の力』のアルヴァーロ役でスカラ座にデビュー。2000年には同じくスカラ座でムーティの指揮によりヴェルディ『イル・トロヴァトーレ』のマンリーコ、プッチーニ『トスカ』のカヴァラドッシを歌い、一連の公演はソニー・クラシカルからDVDとして発売された。ところで、ムーティは『イル・トロヴァトーレ』のカバレッタ「見よ、恐ろしい炎を」 (Di Quella Pira) で慣例となっているハイCを歌わせない主義の指揮者であり、リチートラも選択の余地なくハイCを歌わずに公演を務め、観客からブーイングの嵐を浴びることとなった。間もなく、アレーナ・ディ・ヴェローナの公演で同じくマンリーコを演じた際にはハイCを歌い、観客からの賞賛を浴びた。また、この2000年に公開されたジョニー・デップ主演の映画『耳に残るは君の歌声』でのサウンドトラックにも参加した。
2001年11月、リチートラはリチャード・タッカー財団の招きで初めてアメリカの地を踏んでアメリカ・デビューを果たす。翌2002年はリチートラにとってターニング・ポイントの年であった。2002年5月のメトロポリタン歌劇場（メト）での『トスカ』の2公演で、当初カヴァラドッシ役で出演予定で「最後の『トスカ』出演」とも噂されていたパヴァロッティが病気を理由に出演をキャンセルし、代役としてリチートラが指名された。急遽メトに駆け付けて行われた公演は空前の成功をおさめ、ニューヨーク・タイムズ専属の音楽評論家アンソニー・トンマジーニは「（リチートラは）明暗のある声をもち、本物かつビッグなエキサイティング・テノールである」と書き、さらにパヴァロッティ、プラシド・ドミンゴ、ホセ・カレーラス（いわゆる「3大テノール」）に続く「第4のテノール」の資格があると激賞した。以降はメトの常連となり、『アイーダ』、『運命の力』、『仮面舞踏会』、マスカーニ『カヴァレリア・ルスティカーナ』、レオンカヴァッロ『道化師』、プッチーニ『三部作』および『トゥーランドット』などといったスタンダードなイタリア・オペラの公演に出演した。
メトでの大成功以降、リチートラはウィーン国立歌劇場、バイエルン国立歌劇場、コヴェント・ガーデン、パリ国立オペラといったイタリア国外のヨーロッパの主要歌劇場にも出演。しかし、リチートラが真の「新しいパヴァロッティ」として、ポジションはさておいてもパヴァロッティに完全に代わりうる貫禄などを確立するには時間が少なすぎ、また陰りも早くから指摘された。2003年に、アルゼンチンのテノール歌手マルセロ・アルバレスとともに「3大テノール・リサイタル」を模倣したアルバムをリリースするが、精彩に欠け経験不足を露呈するものとなってしまった。リチートラとアルヴァレスは2003年7月のセントラル・パークで開かれたジョイント・リサイタルでも共演しているが、「3大テノール」の後釜に座るには心もとない、と評された。また、2005年のロサンゼルスでの『トスカ』公演でも弱々しく精彩に欠き、ウィーンやチューリヒ歌劇場での『運命の力』の公演では「偏狭なアルヴァーロ」と批判された。メトでも2010年の『トゥーランドット』の公演では声が不調気味であり、2002年の時点では絶賛していたトンマジーニも「不均一で妙に慎重な声」とリチートラの将来を心配する記事を書いた。2010年のサンフランシスコでの歌唱も「パワーを欠く」と批評され、2002年の輝きが早くも失われつつあるという趣旨の論評が目立つようになっていった。2009年ごろからミレッラ・フレーニの下で再勉強を開始するも背中を痛めたこともあって順調ではなく、キャンセルも多くなってその面でもパヴァロッティの後継者になりうる予兆が見え始めた。リチートラの最後の公式録音は2006年、最後のメト出演は2011年4月16日の『トスカ』で、パヴァロッティの代役で成功をおさめてからわずか9年のことであった。
2011年3月11日の東日本大震災では、リチートラはYouTubeと日本音楽芸術振興会を通じて日本の被災者にメッセージを送り、2011年9月のボローニャ歌劇場来日公演では、外来オペラによる日本初演となるヴェルディ『エルナーニ』で表題役を歌う予定になっていた。7月30日にはラヴィニア音楽祭で、パトリシア・ラケッテおよびブリン・ターフェルとともにジェームズ・コンロン指揮シカゴ交響楽団による『トスカ』公演に出演し、これが最後の歌唱となった。8月27日夕方、リチートラはラクーザ近郊のドンナルカータ海岸で、ヘルメットを装着せず後席にガールフレンドを乗せてスクーターを運転中に脳出血を起こして転倒し、ガールフレンドは無傷だったもののリチートラは頭部に大きな外傷を負って重体となった。ヘルメットをしないでスクーターを運転することは、南イタリアでは普通であった。重体のリチートラはただちにカターニアのガリバルディ病院に搬送されたものの9月5日に脳死が宣告されて遺族の同意で臓器提供がなされ、リチートラはわずか43年の短い生涯を終えた。墓はロンバルディア州モンツァ・エ・ブリアンツァ県ヴェダーノ・アル・ランブロにある。なお、リチートラはこの事故がなければボローニャ歌劇場来日公演のほか、2012年2月のメトでの『エルナーニ』の公演に出演する予定だった。

## 主なディスコグラフィ・フィルモグラフィ
- プッチーニ『トスカ』：マリア・グレギーナ（英語版）、レオ・ヌッチ：ムーティ指揮）：2000年スカラ座：ソニー・クラシカル SRCR 2563-2564（CD）/DENON DVD Collection オペラ・クレスタ COBO-5911（DVD）[12][13]
- ヴェルディ『イル・トロヴァトーレ』：ヴィオレッタ・ウルマナ（英語版）、バーバラ・フリットーリ（英語版）、ヌッチ：ムーティ指揮）：2000年スカラ座：ソニー・クラシカル S2K 89553（CD）[14]
- 『デュエット』：アルヴァレス：2003年：ソニー・クラシカル

## 参考サイト
- “Salvatore Licitra, Operatic Tenor at Met, Is Dead at 43” (英語). The New York Times.   Zachary Woolfe / The New York Times. 2013年2月5日閲覧。
- “Opera singer Salvatore Licitra dies after scooter accident” (英語). The Guardian.   John Hooper / The Guardian. 2013年2月5日閲覧。
- “Salvatore Licitra obituary” (英語). The Guardian.   Barry Millington / The Guardian. 2013年2月5日閲覧。
- “Tenor Licitra dies at 43” (英語). The Washington Post.   Anne Midgette / The Washington Post. 2013年2月5日閲覧。
- “Salvatore Licitra dies after accident” (英語). The Classical Review.   Michael Quinn / The Classical Review. 2013年2月5日閲覧。
- “《ボローニャ歌劇場》日本公演　五年目ぶりの引っ越し公演！ 「インタビュー@クラシック」で総裁：エルナーニ　わが歌劇場を語る！”. classic NEWS.   classic NEWS. 2013年2月5日閲覧。
- “リチートラさん、死去”. HMV ONLINE.   ローソンHMVエンタテイメント. 2013年2月5日閲覧。
- “Salvatore Licitra Discography of CDs” (英語). CD Universe.   CD Universe. 2013年2月5日閲覧。
- "サルヴァトーレ・リチートラ". Find a Grave. 2013年2月5日閲覧。